# Pfarrhaus (Witzighausen)

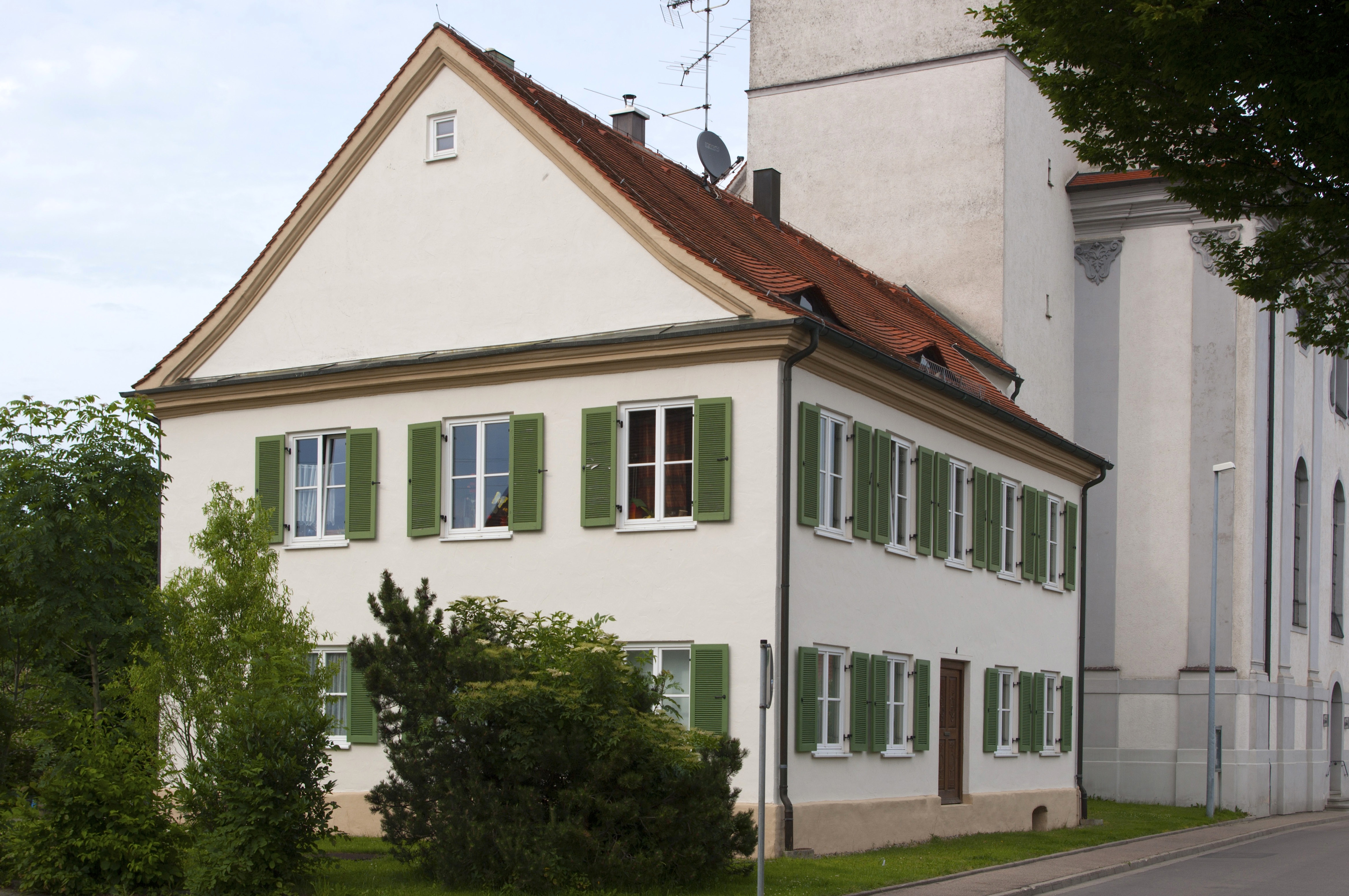
Pfarrhaus in Witzighausen

Das Pfarrhaus in Witzighausen, einem Stadtteil von Senden im Landkreis Neu-Ulm im bayerischen Regierungsbezirk Schwaben, wurde 1793/94 errichtet. Das Pfarrhaus an der Marienstraße 4, neben der katholischen Pfarr- und Wallfahrtskirche Mariä Geburt, ist ein geschütztes Baudenkmal.
Der zweigeschossige Satteldachbau, östlich an den Turm der Kirche angebaut, wurde von Joseph Held errichtet. Der Eingang befindet sich an der Südseite und ist mit einer geschnitzten Holztür ausgestattet.